# Tradescanticola
Tradescanticola là một chi bướm đêm thuộc họ Sesiidae.

## Các loài
- Tradescanticola yildizae  Kocak, 1983